# Wikipedia en indonesio
La Wikipedia indonesia es la edición de Wikipedia en el idioma indonesio, en el cual recibe el título de Wikipedia bahasa Indonesia. Después de la Wikipedia en japonés y la Wikipedia en chino, la Wikipedia indonesia es la tercera más grande en un idioma asiático.
Su primer artículo Elektron fue escrito el 30 de mayo de 2003 a pesar de que su portada (Halaman Utama) se creó seis meses más tarde, el 29 de noviembre.
Con 222 millones de hablantes, la Wikipedia indonesia continúa siendo una versión separada de la Wikipedia en malayo, que es uno de los dialectos del indonesio hablado en las islas de Sumatera y de Borneo.

## Contribuyentes
Uno de los principales contribuyentes de Wikipedia en bahasa indonesia es Revo Soekatno, a quien se le ha llamado el padre de la Wikipedia Bahasa Indonesia por los periódicos de ese país y además el principal activista del portal en indonesio.

## Talleres y seminarios

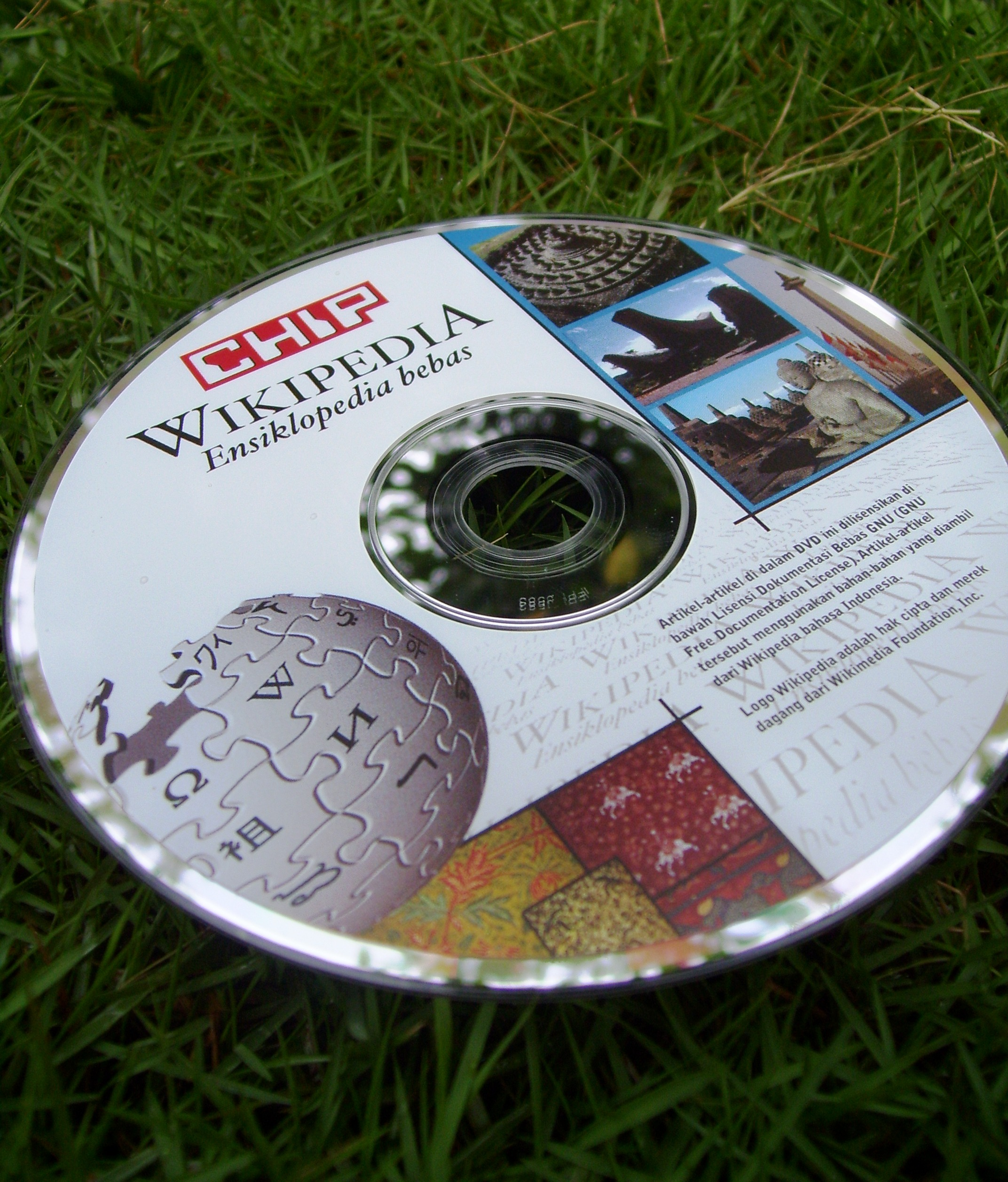
DVD de la Wikipedia en indonesio distribuido por la revista CHIP.

En marzo de 2007 el contribuyente conocido como Wikipedian de la Wikipedia en indonesia fue invitado a ser el vocero de la Wikipedia en un seminario en la Universidad Bina Nusantara para que explicara al público lo que era la Wikipedia en indonesio y la Fundación Wikimedia. En noviembre de 2007, el gobierno indonesio a través del Departamento de Comunicaciones y de Información llevó a cabo la entrega de premios de Tecnologías de la información y la comunicación (TIC) e invitó a la comunidad de la Wikipedia indonesia a que realizara un taller para explicar como escribir artículos en la Wikipedia. En el año 2008 se realizaron eventos similares durante los premios de Tecnologías de la información y la comunicación.

## Wikipedia Indonesia en DVD
En agosto de 2008, la revista CHIP en su versión en indonesio publicó un DVD con 80 mil artículos de la Wikipedia en indonesio. Esta versión contenía un artículo de tres páginas en el que se relataba la historia de la Wikipedia y las características de la Wikipedia en indonesio.

## Fechas clave
- 16 de marzo de 2004: alcanza los 1 000 artículos
- 31 de mayo de 2005: alcanza los 10 000 artículos.
- 1 de febrero de 2007: alcanza los 50 000 artículos.
- 21 de febrero de 2009: alcanza a los 100 000 artículos.
- 7 de octubre de 2013: alcanza a los 300 000 artículos.
- 28 de abril de 2017: alcanza los 400 000 artículos.
- 9 de octubre de 2018: alcanza el 1 000 000 de usuarios.
- 18 de octubre de 2021: alcanza los 600 000 artículos.